# Angel Gomes
Adilson Angel Abreu de Almeida Gomes (ur. 31 sierpnia 2000 w Londynie) – angielski piłkarz portugalskiego pochodzenia występujący na pozycji pomocnika we francuskim klubie Lille OSC.

## Kariera klubowa
W Manchesterze United zadebiutował 21 maja 2017 roku w wygranym 2:0 ligowym meczu przeciwko Crystal Palace, zastępując w 88 minucie spotkania Wayne'a Rooneya. Wchodząc w tym spotkaniu na boisko, w wieku 16 lat i 263 dni, został najmłodszym piłkarzem grającym w barwach Manchesteru United od 1953 roku kiedy to w zespole grał Duncan Edwards. Pierwszy zawodnik urodzony po roku 2000, który zagrał w Premier League.

## Kariera reprezentacyjna
28 października 2017 roku wraz z reprezentacją Anglii do lat 17 sięgnął po młodzieżowe Mistrzostwo Świata, gdzie w finale tych rozgrywek jego zespół pokonał 5:2 reprezentację Hiszpanii.

## Statystyki

### Klubowe
(aktualne na dzień 10 kwietnia 2022)
| Klub               | Sezon              | Liga               | Liga  | Liga   | Puchar Anglii | Puchar Anglii | Puchar ligi | Puchar ligi | Europa | Europa | Inne  | Inne   | Suma  | Suma   |
| Klub               | Sezon              | Liga               | Mecze | Bramki | Mecze         | Bramki        | Mecze       | Bramki      | Mecze  | Bramki | Mecze | Bramki | Mecze | Bramki |
| ------------------ | ------------------ | ------------------ | ----- | ------ | ------------- | ------------- | ----------- | ----------- | ------ | ------ | ----- | ------ | ----- | ------ |
| Manchester United  | 2016/17            | Premier League     | 1     | 0      | 0             | 0             | 0           | 0           | 0      | 0      | 0     | 0      | 1     | 0      |
| Manchester United  | 2017/18            | Premier League     | 0     | 0      | 1             | 0             | 0           | 0           | 0      | 0      | 0     | 0      | 1     | 0      |
| Manchester United  | 2018/19            | Premier League     | 2     | 0      | 0             | 0             | 0           | 0           | 0      | 0      | –     | –      | 2     | 0      |
| Manchester United  | 2019/20            | Premier League     | 2     | 0      | 0             | 0             | 1           | 0           | 3      | 0      | –     | –      | 6     | 0      |
| Boavista FC        | 2020/21            | Primeira Liga      | 30    | 6      | 2             | 0             | 0           | 0           | 0      | 0      | –     | –      | 32    | 6      |
| Lille OSC          | 2021/22            | Ligue 1            | 18    | 0      | 2             | 1             | –           | –           | 4      | 1      | 0     | 0      | 24    | 2      |
| Ogólnie w karierze | Ogólnie w karierze | Ogólnie w karierze | 53    | 6      | 5             | 0             | 1           | 0           | 7      | 1      | 0     | 0      | 66    | 7      |

## Sukcesy
Reprezentacja
- Mistrzostwo świata do lat 17: 2017

Indywidualne
- Jimmy Murphy Young Player of the Year: 2016/17